# 第18回ジャパンボウル
第18回ジャパンボウルは、1993年1月10日に東京ドームで行われたカレッジフットボールのオールスター東西対抗戦。東軍が27-13で2年連続7回目の勝利をあげた。
大会前の1月6日、前回大会の収益金の一部である100万円が文京区の社会福祉法人に寄附された。

## 試合経過
第1Qに東軍のアレックス・バンペルトは第4ダウン残り1ヤードのギャンブルの場面で2回ファーストダウンを更新、80ヤードのTDドライブを完成させた。前半は10-10の同点でハーフタイムを迎えた。第3Q序盤、フレズノ州立大学のロレンゾ・ニールが西軍がファンブルしたボールを奪った。さらに東軍はフロリダ大学のQBシェーン・マシューズからペンシルベニア州立大学のO・J・マクダフィーへ25ヤードのTDパスを決めて7点リードした。さらに第4Q残り約3分、アラバマ大学のジョージ・ティーグがパシフィック大学のトロイ・コップのパスをインターセプト後、47ヤードのリターンTDをあげるなど、東軍は4インターセプトを奪った。MVPにはマーク・ブリュネル、最優秀守備選手にはティーグが選ばれた。